# Charlie St. Cloud
Charlie St. Cloud (titulada en español Siempre a mi lado (Charlie St. Cloud), en España, y Más allá del cielo, en Hispanoamérica) es una película dramática estadounidense estrenada el 30 de julio de 2010 en Estados Unidos y el 1 de octubre del mismo año en España. Está protagonizada por Zac Efron y fue dirigida por Burr Steers. La cinta está basada en una novela de 2004 del mismo nombre escrita por Ben Sherwood.

## Argumento
Claire (Kim Basinger) se marcha una noche a trabajar y deja a Charlie St Cloud (Zac Efron) cuidando a su hermano menor, Sam (Charlie Tahan), al que está muy unido. Pero Charlie ya tenía planes para esa noche y decide llevarse a Sam. Cuando ambos salen de casa se produce un terrible accidente de coche en el que ambos terminan malheridos. El enfermero Florio Ferrente (Ray Liotta) sólo consigue reanimar a Charlie, pero Sam desgraciadamente ya estaba muerto y el futuro de Charlie se verá truncado.
Muy afectado por la trágica muerte de su hermano pequeño, de la que se siente culpable, Charlie abandona sus estudios y su prometedora carrera en el mundo de la vela. Cinco años después pasa sus días trabajando en el cementerio, ya que el vínculo de estos dos hermanos parece haber superado a la muerte y todos los días son capaces de comunicarse, de verse e incluso de practicar su juego preferido: el béisbol. Pero ante los ojos de sus vecinos, Charlie cada vez actúa más raro y aislado. Todo esto cambiará cuando un día conozca a Tess (Amanda Crew) y deberá elegir entre cumplir una promesa hecha a su hermano o vivir su propia vida.

## Reparto

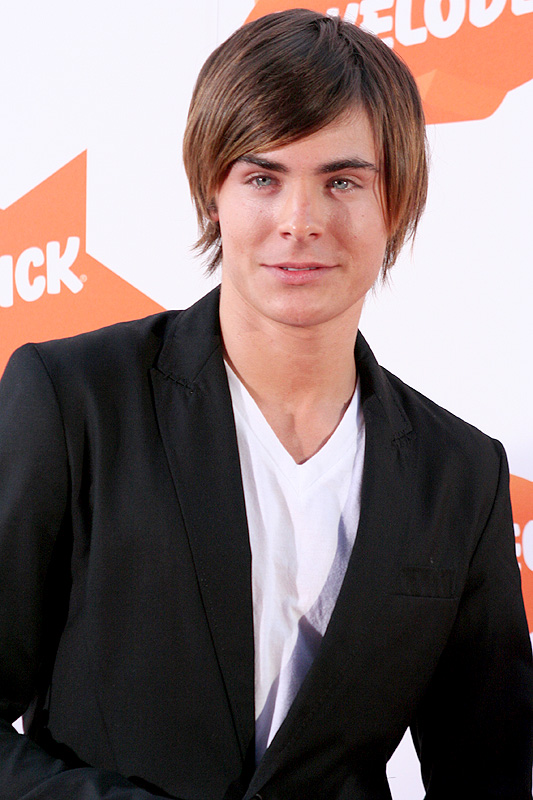
Zac Efron como Charlie

- Zac Efron como Charlie St. Cloud.
- Amanda Crew como Tess Caroll.
- Charlie Tahan como Sam St. Cloud.

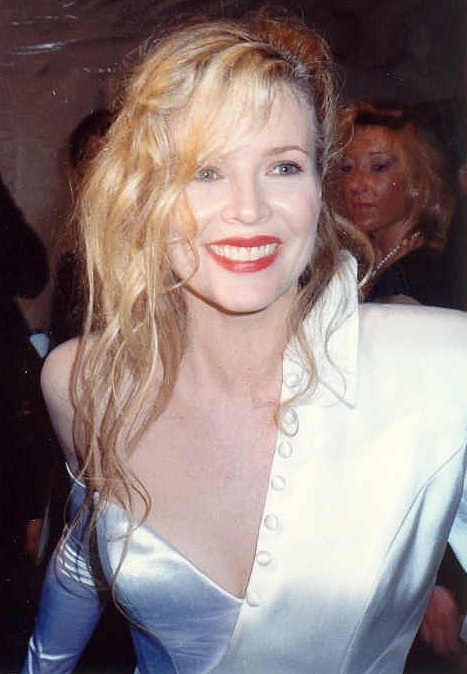
Kim Basinger como Claire St. Cloud

- Kim Basinger como Claire St. Cloud.
- Ray Liotta como Florio Ferrente.

## Producción
Se rodó entre el 31 de julio y el 22 de octubre de 2009 en diferentes localizaciones de Canadá. Destacar las poblaciones de Vancouver, North Vancouver y Richmond. Zac Efron rechazó intervenir en el remake de Footloose (1984) y en consecuencia firmó para protagonizar Charlie St. Cloud. Inicialmente el rodaje se iba a llevar a cabo en Marblehead, Massachusetts, sin embargo el coste era demasiado alto, por lo que el equipo de rodaje se trasladó a Vancouver, Columbia Británica. Para el personaje de Sam se realizó un casting en línea, Chris Massoglia fue elegido para dar vida (con 18 años) al personaje de Sam, pero finalmente y por razones que se desconocen fue sustituido por Charlie Tahan en la versión final de la película. En un principio la cinta tenía por título The Life and Death of Charlie St. Cloud pero se cambió por el más abreviado de Charlie St. Cloud.
El estreno mundial se llevó a cabo el 20 de julio de 2010 en Los Ángeles en el Regency Village Theater, al evento acudieron los protagonistas de la película Zac Efron, Charlie Tahan, Amanda Crew y el director Burr Steers. Además también acudieron las actrices Vanessa Hudgens, Brittany Snow y el actor Stephen Baldwin.

## Recepción

### Respuesta crítica
La película, a pesar de ser bien recibida por parte del público, fue recibida de manera mixta por parte de la crítica especializada. Según la página de Internet Rotten Tomatoes obtuvo un 27% de comentarios positivos, llegando a la siguiente conclusión: "Zac Efron lo da todo de sí mismo, pero Charlie St. Cloud es demasiado superficial y empalagosa como para ofrecer algo nuevo a sus fans". Mike LaSalle escribió "Una película delicada -no endeble, sino frágil- que se sustenta en la fuerza de la presencia física e interpretativa de Efron. [...] Ofrece temas reales -angustia, alegría, misterio metafísico- sin ninguna auto-protección de cinismo". El diario ABC publicó: "Caramelito romántico. [...] Ojalá Kim Basinger saliera más tiempo [...]". Según la página de Internet Metacritic obtuvo críticas negativas, con un 37%, basado en 30 comentarios de los cuales 3 son positivos.

### Taquilla
Estrenada en 2.718 cines estadounidenses debutó en quinta posición con 12 millones de dólares, con una media por sala de 4.555 dólares, por delante de Cats & Dogs: The Revenge of Kitty Galore y por detrás de Despicable Me. Recaudó 31 millones en Estados Unidos. Sumando las recaudaciones internacionales la cifra asciende a 48 millones. El presupuesto estimado invertido en la producción fue de 44 millones. En la siguiente tabla se muestran los diez primeros países donde mayores cifras obtuvo:
| País           | Recaudación (en USD) |
| -------------- | -------------------- |
| Estados Unidos | 31.162.545           |
| Alemania       | 2.165.250            |
| Australia      | 2.135.908            |
| Reino Unido    | 2.078.312            |
| España         | 1.753.590            |
| México         | 1.398.859            |
| Venezuela      | 682.233              |
| Rusia          | 640.529              |
| Francia        | 557.514              |
| Sudáfrica      | 291.268              |